# Blepharispermum
Blepharispermum je rod, uglavnom listopadnih grmova i manjeg drveća, iz porodice glavočika smješten u podtribus Athroisminae, dio tribusa Athroismeae, potporodica Asteroideae. 
Postoji 15 vrsta, 13 u Africi (jedna se širi u Jemen i jedna na Madagaskar); jedna u Jemenu i Omanu,  i jedna u Indiji i Šri Lanki

## Vrste
1. Blepharispermum arcuatum T.Erikss.
2. Blepharispermum brachycarphum Mattf.
3. Blepharispermum canescens T.Erikss.
4. Blepharispermum ellenbeckii Cufod.
5. Blepharispermum fruticosum Klatt
6. Blepharispermum hirtum Oliv.
7. Blepharispermum minus S.Moore
8. Blepharispermum obovatum Chiov.
9. Blepharispermum petiolare DC.
10. Blepharispermum pubescens S.Moore
11. Blepharispermum spinulosum Oliv. & Hiern
12. Blepharispermum villosum O.Hoffm.
13. Blepharispermum xerothamnum Mattf.
14. Blepharispermum yemense Deflers
15. Blepharispermum zanguebaricum Oliv. & Hiern